# Helius (Helius) imperfectus
Helius (Helius) imperfectus is een tweevleugelige uit de familie steltmuggen (Limoniidae). De soort komt voor in het Afrotropisch gebied.